# Rejdice
Rejdice jsou vesnice, část obce Kořenov v okrese Jablonec nad Nisou. Nachází se asi 3,5 kilometru jižně od Kořenova. Rejdice jsou také název katastrálního území o rozloze 2,7 km².

## Historie
První písemná zmínka o vesnici pochází z roku 1577 a jsou nejstarší částí obce Kořenov. V letech 1618–1752 zde provozoval sklárnu huťmistrovský rod Preisslerů. V letech 1850–1920, 1939–1945 a 1949–1960 patřila osada Rejdice k obci Příchovice, v letech 1920–1938 a 1945–1949 byly samostatnou obcí. Dolní část Rejdic leží při silničce z Příchovic do Zlaté Olešnice, horní část Rejdic při cestě u horního konce dnešní rejdické sjezdovky. K Rejdicím patří i osada Počátky při silnici II/290 od Vysokého nad Jizerou.

## Osobnosti
bratři
- Lumír Šindelář (1925–2010), sochař, medailér a sklář
- Dušan Šindelář, DrSc. (1927–?), estetik a teoretik užitého umění